# Список символов штата Вайоминг

Расположение штата Вайоминг, Соединённые Штаты Америки

Вайо́минг (англ. Wyoming [waɪˈoʊmɪŋ]) — штат на западе США, входящий в группу так называемых Горных штатов. 
Ниже приведён список символов штата Вайоминг.

## Государственные символы
| Тип      | Символ                                                            | Изображение                                                                                      | Принят        |
| -------- | ----------------------------------------------------------------- | ------------------------------------------------------------------------------------------------ | ------------- |
| Флаг     | Флаг штата Вайоминг                                               |                                                                                                  | 1916          |
| Девиз    | Равные права (англ. Equal rights)                                 | Равные права (англ. Equal rights)                                                                | 1869          |
| Прозвище | Штат Равенства, штат Равноправия Ковбойский штат                  | Штат Равенства, штат Равноправия (англ. The Equality State) Ковбойский штат (англ. Cowboy State) | 1890 1974     |
| Печать   | Большая печать штата Вайоминг                                     |                                                                                                  | 1869          |
| Лозунг   | И больше нет такого места на Земле (англ. Like No Place on Earth) | И больше нет такого места на Земле (англ. Like No Place on Earth)                                | неофициальный |

## Живые символы
| Тип           | Символ                                   | Изображение | Принят |
| ------------- | ---------------------------------------- | ----------- | ------ |
| Птица         | Западный трупиал Sturnella neglecta      |             | 1927   |
| Рыба          | Лосось Кларка Oncorhynchus clarki        |             | 1987   |
| Цветок        | Кастиллея Castilleja linariaefolia       |             | 1917   |
| Трава         | Западный пырей Pascopyrum smithii        |             | 2007   |
| Насекомое     | Малинница Шеридана Callophrys sheridanii |             | 2009   |
| Млекопитающее | Американский бизон Зубр                  |             | 1985   |
| Гадина        | Рогатая жаба Phrynosoma                  |             | 1993   |
| Дерево        | Равнины Коттонвуд Популюс вишню          |             | 1947   |

## Символы земли
| Тип                | Символ      | Изображения   | Принят |
| ------------------ | ----------- | ------------- | ------ |
| Динозавр           | Трицератопс |               | 1994   |
| Ископаемые         | Knightia    |               | 1987   |
| Драгоценный камень | Джейд       |               | 1967   |
| Почвы              | Форквуд     | неофициальный |        |

## Культурные символы
| Тип   | Символ    | Изображения | Принят |
| ----- | --------- | ----------- | ------ |
| Песня | «Wyoming» |             |        |
| Спорт | Родео     |             | 2003   |

## Монеты
| Тип              | Символ                | Изображения | Отчеканено |
| ---------------- | --------------------- | ----------- | ---------- |
| Монета           | Доллар Сакагавеи 2000 | 2004        |            |
| Четверть доллара | Квартал Вайоминг 2007 |             | 2007       |